# Marcello (Bildhauerin)

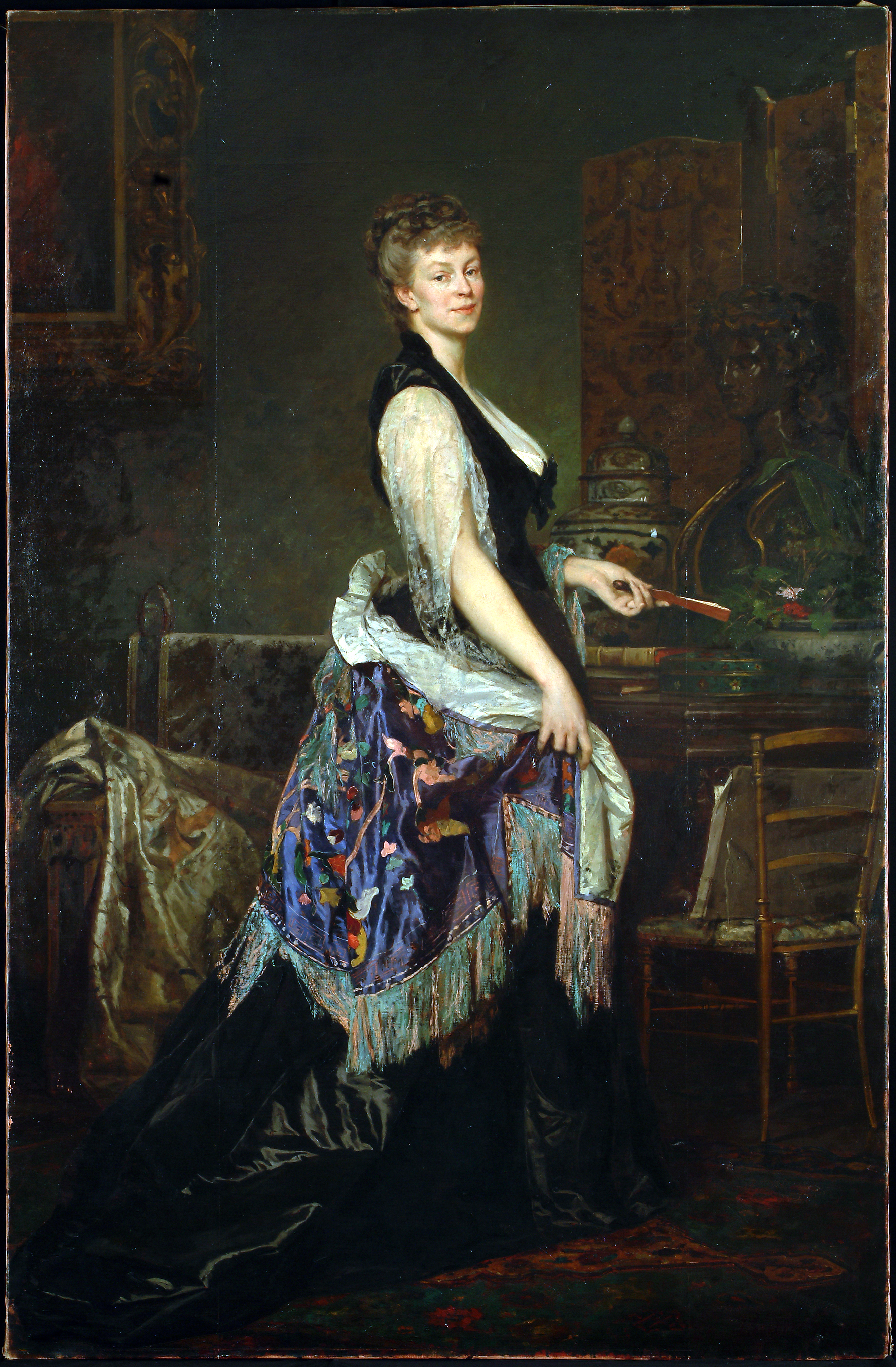
Édouard-Théophile Blanchard: Marcello (1877), Museum für Kunst und Geschichte Freiburg

Marcello (eigentlich Adèle d’Affry; * 6. Juli 1836 in Freiburg, Schweiz; † 14. Juli 1879 in Castellammare di Stabia, Neapel) war eine Schweizer Malerin und Bildhauerin.

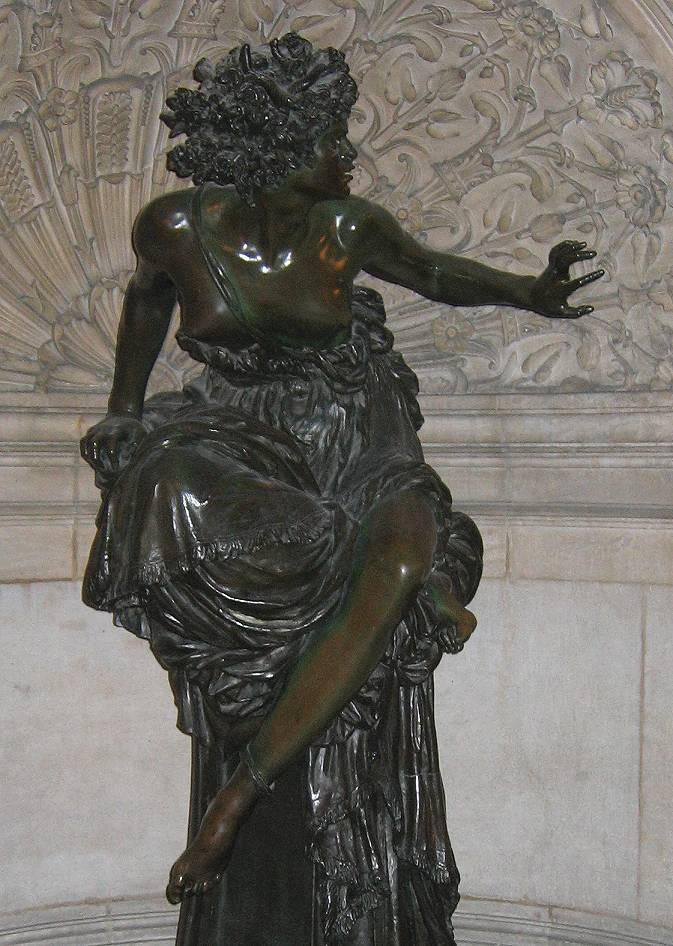
Marcello: Pythia (Pariser Oper)

## Leben und Werk
Adélaïde Nathalie Marie Hedwige Philippine d’Affry stammte aus dem Freiburger Patriziergeschlecht d’Affry. Sie war die älteste Tochter des Grafen Louis d’Affry (1810–1841) und der Lucie de Maillardoz (1816–1897), Tochter des Marquis Philippe de Maillardoz. Die männlichen Mitglieder der Familie d’Affry schlugen traditionellerweise eine militärische Laufbahn ein. Adèles Urgrossvater Louis d’Affry (1743–1810) war erster Landammann der Schweiz.
Ihr Vater Louis d’Affry starb am 26. Juni 1841. Adèle und ihre Schwester Cécile wurden von ihrer Mutter alleine erzogen. Adèle erhielt von 1853 bis 1854 die klassische Ausbildung für Mädchen ihres Stands. Dazu gehörte auch der Unterricht in Zeichnen und Aquarellieren, den ihr der Maler Joseph Auguste Dietrich (1821–1863) erteilte. In Rom besuchte Adèle 1853/54 erstmals Modellierkurse des Schweizer Bildhauers Heinrich Max Imhof (1795–1869). Im Alter von 20 Jahren heiratete sie Carlo Colonna, Herzog von Castiglione. Dieser starb neun Monate nach der Hochzeit. Adèle musste 1857 nach Rom reisen, um Differenzen mit der Familie Colonna bezüglich ihrer Erbschaft und Rente beizulegen. Sie wohnte im Kloster der Dames du Sacré-Coeur in Santa Trinità dei Monti. In dieser Zeit nahm sie den Modellierunterricht in Imhofs Atelier wieder auf, besuchte zahlreiche Kirchen und bewunderte die Werke der Antike und Michelangelos; im Herbst modellierte sie die Büste ihres verstorbenen Gemahls und kurz darauf ein Selbstbildnis. 1859 ging Adèle nach Paris und mietete eine Wohnung bei Léon Riesener (1808–1878), einem Vetter von Eugène Delacroix. Die Herzogin begann in der Gesellschaft des Second Empire zu verkehren. Dank ihres hohen Rangs war Adèle häufig in den legitimistischen Salons des Faubourg Saint-Germain zu Gast, mit Vorliebe im Salon der Gräfin von Circourt. Adèle arbeitete 1860 an ihrer ersten großen Plastik, Die schöne Helena. Sie studierte Tierzeichnen im Muséum national d’histoire naturelle unter Anleitung des Bildhauers Antoine-Louis Barye (1795–1875). Sie betrieb Studien nach der Natur und der Antike, ohne die eher technischen und kraftraubenden Aspekte der Skulptur zu vernachlässigen. Jean-Baptiste Auguste Clésinger (1814–1883) überwachte ihre Fortschritte. Ab Dezember besuchte sie in aller Diskretion die Anatomiekurse des Professors Sappey in den Kellergeschossen der École pratique de médecine. Am 6. September 1860 lernte sie anlässlich eines Abendessens bei den Barbier den Maler Eugène Delacroix (1798–1863) kennen. Die ersten Symptome der Brustkrankheit, der sie erliegen wird, machten sich bemerkbar.
Ihr Gesuch, an der École des Beaux-Arts zu studieren, wurde 1861 abgelehnt. Nach Rom zurückgekehrt, bewunderte sie in der Villa Medici die Gruppe Ugolino und seine Söhne, an welcher Jean-Baptiste Carpeaux (1827–1875) arbeitete. Die Freundschaft zwischen den beiden endete erst mit dem Tod des Bildhauers. Nach langem Zögern beschloss Adèle 1863, erstmals im Pariser Salon unter dem männlichen Pseudonym «Marcello» auszustellen. Sie präsentierte drei Büsten: Bianca Capello, die Büste des Grafen G. de N...[icolaÿ] und diejenige der Herzogin von San C...[esario], eine Wachsplastik. Dank des großen Erfolgs der Bianca wurde die Kaiserin Eugénie auf die Künstlerin aufmerksam und lud sie zu einem der berühmten Montage in den Tuilerien ein. Adèle verkehrte nun am Hof und traf mit Napoleon III. (1808–1873) zusammen, für den sie große Bewunderung hegte. Marcello stellte die Marmorbüste der Gorgo im Salon aus. Am 2. August 1865 erhielt sie den offiziellen Auftrag für eine Büste der Kaiserin Eugénie, die im Thronsaal des Pariser Rathauses aufgestellt werden sollte. Sie fertigte vier Fassungen dieser Büste an. Im Juni und Juli des Jahres 1866 hielt sich Adèle in London auf, um die Reaktionen auf die in der Royal Academy Exhibition gezeigte Bronzebüste der Gorgo aus der Nähe zu verfolgen. Aus Bewunderung für die Königin Marie-Antoinette fertigte sie die Büsten Marie-Antoinette in Versailles und Marie-Antoinette im Temple an, die sie im Mai im Pariser Salon zeigte. Im November wurde ihre Büste der Kaiserin von der Kunstkommission der Stadt Paris heftig kritisiert und abgelehnt, was sie erzürnte. Sie meinte, bei Eugénie in Ungnade gefallen zu sein. Trotz des glücklichen Ausgangs – der Präfekt Haussmann akzeptierte die Büste – löste diese Affäre bei ihr eine anhaltende Missstimmung aus.
Marcello präsentierte 1867 acht Plastiken in der Abteilung des Kirchenstaats der Pariser Weltausstellung, darunter Hekate, die Kaiser Napoleon III. für die Gärten von Schloss Compiègne in Auftrag gegeben hatte. In Begleitung ihrer Mutter reiste sie im Mai und Juni durch Österreich, Deutschland und Ungarn. In Budapest nahmen die beiden an der Krönung der Kaiserin Elisabeth (1837–1898) teil. Nach Paris zurückgekehrt, fertigte Marcello eine kleine Büste der Kaiserin Sissi an. Von März bis August 1868 bereiste die Herzogin Oberitalien und machte Station in Rom. Sie verbrachte einen Kuraufenthalt in Cauterets in den Pyrenäen und reiste von dort nach Spanien, wo sie in die Wirren eines Aufstands geriet. Trotz der gefährlichen Situation blieb sie in Madrid und arbeitete dort in Gesellschaft ihrer Freunde, der Maler Henri Regnault (1843–1871) und Georges Clairin (1843–1919). Sie lernte den revolutionären General Milans del Bosch y Mauri kennen, dessen Büste sie modellierte. Dank der Empfehlungsschreiben von Prosper Mérimée (1803–1870) öffneten sich ihr die Türen des Museo del Prado. Dort bewunderte sie unter anderem die Werke von Diego Velázquez.

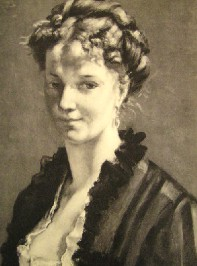
Gustave Courbet: Marcello, 1870

1869 kehrte sie nach Rom zurück. Sie sandte die Büste der Müden Bacchantin an den Pariser Salon. In ihrem Atelier von Papa Giulio schuf sie ihr Meisterwerk, die Pythia, die Charles Garnier (1825–1898) für die Ausschmückung seines neuen Opernhauses in Paris erwarb. Während ihr die Ausführung ihrer Skulptur zahlreiche technische Schwierigkeiten bereitete, träumte sie davon, die Plastik mit ihren materiellen Zwängen aufzugeben, um sich der Malerei zu widmen. Unter Leitung von Ernest Hébert (1817–1908) studierte sie Zeichnen in der Villa Medici und teilte ihre Begeisterung für die Musik mit den Komponisten Charles Gounod (1818–1893) und Franz Liszt (1811–1886). Sie betrieb die Malerei auch im Atelier des Malers Mariano Fortuny i Marsal (1838–1874), wo sie Eduardo Rosales (1836–1873) kennenlernte. Marcello präsentierte die Pythia in Bronze und die Büste des Abessinischen Häuptlings im Pariser Salon von 1870. Während des Deutsch-Französischen Krieges und der Kommune hielt sie sich in der Schweiz auf. Der durch die Ausübung der Bildhauerei und die Krankheit verursachten Erschöpfungen überdrüssig, betrieb sie Malstudien im Atelier des Malers Alfred van Muyden in Genf. Adèle hielt sich 1872 erneut in Paris auf, wo sie ihre Malstudien unter Leitung von Léon Bonnat fortsetzte. Durch den Tod Napoleons III. tief getroffen, begab sich die Herzogin 1873 nach Chislehurst in England, um der Kaiserin Eugénie und deren Sohn ihre Anteilnahme auszudrücken. Marcello erwog, für ihr Debüt als Malerin das Bildnis von Madame de Tallenay an den Salon einzusenden, verzichtete aber schließlich darauf. Ihre fünf an der Wiener Weltausstellung präsentierten Büsten – der Abessinische Häuptling, Bianca Capello, die beiden Marie-Antoinette und die Pythia – wurden mit einer Medaille ausgezeichnet.
Das von ihr an den Salon eingesandte große Gemälde Die Verschwörung des Fiesco wurde von der Jury abgelehnt, ein Entscheid, der sie zutiefst verletzte.
Die Herzogin malte 1875 das Bildnis von Berthe Morisot, mit der sie die Schwierigkeiten einer Existenz als Künstlerin gemein hatte. Aus Furcht davor, vom Establishment kompromittiert zu werden, lehnte sie es ab, sich von Édouard Manet porträtieren zu lassen. Dagegen stand sie ihrem Malerfreund Édouard Blanchard (1844–1879) Modell und hatte sich schon 1870 von Gustave Courbet porträtieren lassen. Im Salon präsentierte 1875 sie Redemptor mundi, Phoebé und Die schöne Römerin. Bei der Eröffnung der neuen Pariser Oper am 5. Januar wurde die Pythia vom Publikum und von der Kritik positiv aufgenommen. Von Freiburg aus, wo sie seit Januar 1876 wohnte, unternahm Marcello eine weitere Italienreise, die sie nach Florenz, Orvieto, Rom, Bologna, Ferrara, Ravenna, Padua, Venedig, Verona und Mailand führte. Der Direktor der Galleria degli Uffizi bat sie, sein Bildnis zu malen. Ihre Büste der Baronin von Keffenbrinck, die sie im Salon zeigte, brachte ihr lediglich eine ehrenhafte Erwähnung ein, was sie mit Verbitterung zur Kenntnis nahm. Von Husten und Gelenkschmerzen geschwächt, suchte sie Zuflucht im sonnigen Südfrankreich und verbrachte den Dezember 1877 auf Rat ihrer Ärzte in Italien.
Die Herzogin reiste unablässig zwischen Neapel, der Schweiz und Paris hin und her auf der Suche nach einem Klima, das ihren Bluthusten stoppen könnte. Eine zweite Fassung ihres Testaments, die vom 2. Januar 1878 datiert, zählte die Plastiken auf, die sie dem Staat Freiburg vermachte unter der Bedingung, dass ein Museum für ihre Werke eingerichtet werde. In Castellammare ordnete Marcello ihre Papiere, schrieb an ihren Memoiren, die unvollendet blieben, und zeichnete ohne Unterlass. Am 16. Juli 1879  starb sie im Alter von 44 Jahren an Tuberkulose. Sie wurde auf dem Friedhof von Givisiez beerdigt.
Ihr Erbe wurde von der Fondation Marcello verwaltet, welche die Kunstwerke in ihrem Besitz dem Musée d’Art et d’Histoire in Fribourg übergab.

## Ausstellungen undSalonszu Lebzeiten
- 1863: Salon, Paris.
- 1864: Ausstellung in Paris.
- 1865: The Royal Academy Exhibition, London.
- 1866: Salon, Paris; Ausstellung des schönen Künste, Lille.
- 1867: Ausstellung auf Cercle de l’Union artistique(März); The Royal Academy Exhibition; Weltausstellung in Paris.
- 1869: Salon (1. Mai), Paris; Exposition internationale des Beaux-arts (20 juillet - 31 octobre), Munich.
- 1870: Salon (1. Mai), Paris, palais des Champs-Élysées.
- 1873: Ausstellung bei Durand-Ruel (1. März), Paris; Weltausstellung in Wien.
- 1874: Salon, Paris.
- 1875: Salon, Paris, Palais des Champs-Élysées.
- 1876: Salon, Paris, Palais des Champs-Élysées.
- 1877: Ausstellung auf Cercle artistique, Nice, palais Christine.

## Werke in öffentlichen Sammlungen

### Skulpturen
- Die Pythia, Modell nach 1880, Bronze, Opéra National de Paris
- Die Rosina, 1869, Terrakotta, Museum für Kunst und Geschichte Freiburg
- Ananke, 1866, Marmor, Museum für Kunst und Geschichte Freiburg
- Die erschöpfte Bacchantin, 1868, Marmor, Museum für Kunst und Geschichte Freiburg
- Die Gorgo, 1865, Marmor, Museum für Kunst und Geschichte Freiburg
- Bianca Capello, 1863, Marmor, Museum für Kunst und Geschichte Freiburg
- Marie-Antoinette als Kronprinzessin, 1866, Marmor, Museum für Kunst und Geschichte Freiburg
- Marie-Antoinette im Pariser Temple-Gefängnis, 1866, Marmor, Museum für Kunst und Geschichte Freiburg
- Goethes Gretchen, 1866, Marmor, Marcello Stiftung, Hinterlegung im Museum für Kunst und Geschichte Freiburg
- Die schöne Römerin, 1866, Marmor, Museum für Kunst und Geschichte Freiburg
- Porträt des Generals Milan del Bosc, 1868, Gips, Marcello Stiftung, Hinterlegung im Museum für Kunst und Geschichte Freiburg
- Abessinischer Fürst, 1870, Marmor, Musée d’Orsay, Paris
- Phoebé, 1875, Marmor, Museum für Kunst und Geschichte Freiburg
- Porträt des Jean-Baptiste Carpeaux, 1875, Bronze, Museum für Kunst und Geschichte Freiburg
- Ecce Homo, 1877, Marmor, Museum für Kunst und Geschichte Freiburg

### Gemälde
- Porträt der Madame de Tallenay, 1873, Öl auf Leinwand, Museum für Kunst und Geschichte Freiburg
- Porträt der Berthe Morisot, 1875, Öl auf Leinwand, Museum für Kunst und Geschichte Freiburg
- Fischverkäuferin in Neapel, o. D., Öl auf Leinwand, Museum für Kunst und Geschichte Freiburg